# Burg Bärenfels (Wehr)
Burg Bärenfels, auch Berenfels, Berenvels oder Steinegg genannt, ist die Ruine einer Höhenburg auf dem 702,5 m ü. NHN hohen Steinegg über der Stadt Wehr im Landkreis Waldshut in Baden-Württemberg.
Die Ruine ist jederzeit frei zugänglich, der Bergfried dient heute als Aussichtsturm.

## Geschichte
Die Burg Steinegg wurde erst zwischen 1325 und 1330 durch Walter II. Vasolt und dessen gleichnamigen Sohn erbaut. Frühere Datierungen in die Zeit der Ungarneinfälle (10. Jahrhundert) oder die Zeit der Fehde zwischen Graf Rudolf von Habsburg und dem Bischof von Basel (um 1270) wurden durch neuere Forschungen widerlegt.
Die Patrizierfamilie Vasolt kaufte nach der Verlagerung des Klosters Klingental von Wehr nach Kleinbasel einen Großteil des klösterlichen Besitzes in Wehr und errichtete die Burg Steinegg. Diese mussten sie aus Geldnot 1330 an die österreichischen Herzöge Albrecht II. und dessen Bruder Otto IV. verkaufen und wurden danach offenbar von den Habsburgern mit der Burg belehnt. Nach dem Tod von Walter III. Vasolt (um 1377) kam dessen Wehrer Besitz an die Meier von Hüningen, die ihn 1378 wieder stückweise an das Kloster Klingental – den ursprünglichen Grundbesitzer – verkauften. Zu dieser Zeit sind auch schon die Ritter von Bärenfels als Grundbesitzer in Wehr belegt und es wird vermutet, dass sie schon damals einen Wohnsitz auf Burg Steinegg einrichteten, aber erst eine Urkunde von 1410 weist den damaligen Basler Bürgermeister Arnold von Bärenfels als Besitzer der Burg aus.
Der vorderösterreichische Landvogt, Graf Hermann von Sulz, nahm in einem Krieg gegen die Stadt Basel neben anderen Burgen auch die Burg Steinegg bei Wehr ein und hielt sie besetzt bis Markgraf Rudolf III. von Hachberg-Sausenberg vermittelte. Es bleibt unklar wann und unter welchen Bedingungen die Burg Steinegg wieder an die Bärenfelser kam, wobei die These einer Belehnung der Bärenfelser durch die Habsburger im Raum steht. Da eine Urkunde von 1437 bereits ein „burgstal ze berenfels“ erwähnt, wird angenommen, dass die Burg im Krieg von 1410 beschädigt und nicht wieder aufgebaut wurde.

## Beschreibung
Die Burg wurde aus Gneis–, Granit– und Syenit-Steinen aus der näheren Umgebung des Burgplatzes erbaut.
Eine Ringmauer von unregelmäßiger, sechseckiger Form umschließt den Innenhof der Kernburg. Dieser Innenhof liegt etwa 3,5 Meter über dem Niveau der Vorburg. Die Ringmauer oder der Bering ist auf der Westseite als Schildmauer ausgeprägt und heute noch bis 8,5 Metern Höhe und 3,5 Metern Breite erhalten. 
Das herausragende Element der Burgruine ist ein runder Bergfried, der zur Innenhofseite eine Höhe von etwa 16 Meter und zur Außenseite eine von 20 Meter aufweist. Nach oben verjüngt sich der Turm. Auf Höhe des ersten Geschosses hat er einen Durchmesser von etwa 6,5 Meter und auf Höhe der Plattform eine von 6 Meter. Die Plattform selbst – innerhalb der Brüstungsmauern – hat einen Durchmesser von etwa 4,5 Metern. Entgegen älteren Interpretationen kommt die neuere Forschung zum Schluss, dass Turm und Schildmauer gleichzeitig errichtet wurden, da die Steine miteinander verzahnt sind. Auch die Wandstärke des Turmes variiert zwischen 2,20 Meter auf der Außenseite und 1,70 Meter auf der Hofseite. Der Turm wird durch einen Hocheingang erschlossen der heute über die Mauerkrone der südlichen Schildmauer zu erreichen ist. Dieser Zugang wurde erst Mitte des 19. Jahrhunderts eröffnet. Der ursprüngliche Eingang auf der gegenüberliegenden Seite wurde damals bis auf eine kleine Fensteröffnung zugemauert. Der Bergfrieds von Bärenfels hat eine Besonderheit. „Es handelt sich um zwei Reihen sorgfältig behauener Werksteine, die aus der Mauerschale hervorragen und sich treppenartig links und rechts des Turms spiralförmig nach unten winden.“ Hierbei handelt es sich bei der nach außen gerichteten Steinreihe um eine Wasserrinne, die der Entwässerung der Turmplattform diente. Bei der hofseitigen Steinreihe handelt es sich um die Konsolsteine einer Hurde. Diese Hurde stellte die Verbindung der Wehrgänge auf der Schildmauer dar, deren direkte Linie durch den Turm unterbrochen wurde.
Die Vorburg ist klein und die in der Literatur teilweise vermutete frühneuzeitliche Bastion im Südwesten der Kernburg entpuppte sich als Irrtum.

## Erhaltung der Ruine
Bereits um 1860 gab es Bemühungen zur Erhaltung der Ruine. Die Forstdomäne des Großherzogtums Baden ließ den Bergfried mit einer Treppe zugänglich machen und mit einem Holzdach abdecken. 1907, 1931 und 1961–63 wurden jeweils umfangreichere Maßnahmen zum Erhalt durchgeführt, wobei die Stadt Wehr, das staatliche Forstamt, der Schwarzwaldverein und die Wehrer Bärenzunft mitwirkten.

## Heutige Nutzung
Die Ruine ist ein beliebtes Ausflugsziel für Wanderer, die die Aussicht vom Bergfried bis in die Alpen genießen. Die Wehrer Bärenzunft veranstaltet jeweils am 1. Mai ein Fest auf der Burgruine. Seit 2021 verbindet der 2-Burgen-Weg die Burgruinen Bärenfels und Werrach mit der Wehrer Innenstadt.

## Rezeption

### Rezeption in bildender Kunst und Literatur
2018 erschien der Roman Die Braut von Bärenfels von I.L.Krauß, der die Sage Die Hochzeit auf Schloß Bärenfels als eine Liebesromanze in den Zeiten der Kreuzzüge darstellt.
2019 veröffentlichte der Maler Willi Raiber seine Bildererzählung Das Kreuz auf Wildenstein, die Sage um Agnes von Bärenfels (Die Hochzeit auf Schloß Bärenfels) illustriert und weiterspinnt.

### Sagen
- Carola von Eynatten: Die Hochzeit auf Schloß Bärenfels – eine Schwarzwald-Sage, In: Franz August Stocker (Herausgeber): Vom Jura zum Schwarzwald, Achter Band, Aarau 1891, S. 209–215 online im Internet Archive
- Tannhupper und Leelifotzel : Sagen der Nachbarn am Hochrhein. Kapitel: Wehr. 82. Jahrgang (2008) der Zeitschrift Vom Jura zum Schwarzwald, S. 321–324 e-periodica